# أنطونيو جيوردانو
أنطونيو جيوردانو (بالإيطالية: Antonio Giordano؛ بالإنجليزية: Antonio Giordano) هو عالم أورام وعالم وراثة إيطالي وأمريكي، ولد في 11 أكتوبر 1962 في نابولي في إيطاليا.